# チーザ
チーザ（Cheeza）は、江崎グリコが2008年2月から販売しているおつまみ向けのスナック菓子。店頭販売に先立ち、2007年11月からグリコネットショップ限定で通信販売されていた。
CMでPRしている通り、まるでチーズをカリカリに焼いたような味である。チェダーチーズ味とカマンベールチーズ味とゴルゴンゾーラチーズ味の三種類が販売されている。
店頭販売当初はあまりの人気で生産が追いつかず一時販売中止になっていたが、2ヶ月後に販売が再開された。